# Alejandra Lara
Alejandra Lara (Medellín, 4 de agosto de 1994) es una artista marcial mixta colombiana que compite en la categoría de peso mosca.

## Carrera de artes marciales mixtas

### Carrera temprana
Lara hizo su debut el 10 de diciembre de 2011 en Extreme Combat MMA Senshi Ki 1 contra Mónica León, ganando la pelea en el primer asalto por TKO. Antes de firmar con Bellator MMA, ella poseía un récord de seis victorias y una derrota. 

### Bellator MMA
Lara debutó en Bellator 190 el 9 de diciembre de 2017 convirtiéndose en la primera colombiana en debutar en el promoción. Derrotó a Lena Ovchynnikova vía sumisión en el tercer asalto. En febrero de 2018 Bellator anunció que extendieron su contrato con la promoción.
En su segunda pelea, Lara enfrentó a Ilima-Lei Macfarlane en Bellatro 201 en junio de 2018 por el Campeonato Femenino Peso Mosca. Perdió el combate por sumisión en el tercer asalto.
En su tercera pelea enfrentó a la brasileña invicta Juliana Velasquez en Bellator 212 el 14 de diciembre de 2018. Perdió la pelea vía decisión dividida.
La siguiente pelea de Lara fue contra Taylor Turner en Bellator 225 el 24 de agosto de 2019. Ganó la pelea por nocaut técnico en el primer asalto. Antes de la pelea, usó su aparición en el pesaje ceremonial para llamar la atención sobre la difícil situación de las selvas tropicales del Amazonas.
Luego, Lara se enfrentó a Veta Arteaga en Bellator 235 el 20 de diciembre de 2019. Ganó la pelea por decisión unánime y posteriormente firmó un nuevo contrato de seis peleas con la promoción.
Lara se enfrentó a la destacada e invicta peleadora de Rizin FF, Kana Watanabe, el 2 de abril de 2021 en Bellator 255. Perdió la pelea por decisión dividida.
Se esperaba que Lara se enfrentara a DeAnna Bennett el 31 de julio de 2021 en Bellator 263. La pelea fue reprogramada por razones desconocidas para llevarse a cabo el 20 de agosto de 2021 en Bellator 265. El 13 de agosto, se anunció que la pelea se movió una vez más, esta vez a Bellator 266. En el pesaje, DeAnna Bennett no dio el peso para su pelea. Bennett pesó 129.2 libras, 3.2 libras por encima del límite de pelea sin título de peso mosca. La pelea se llevó a cabo en peso acordado y Bennett fue multada con un porcentaje de su bolsa que fue para Lara. Lara perdió la pelea de manera dominante por decisión unánime.
Lara se enfrentó a Ilara Joanne en Bellator 282 el 24 de junio de 2022. Perdió la pelea por decisión unánime.
Lara se enfrentó a Diana Avsaragova el 4 de febrero de 2023 en Bellator 290. En el pesaje, Avsaragova no dio el peso para su pelea, y llegó con 128.8 libras, 2.8 libras por encima del límite de peso mosca para peleas sin título. La pelea se llevó a cabo en peso acordado y Avsaragova recibió una multa del 25% de su bolsa, que fue para Lara. Lara perdió la pelea por decisión dividida. 5 de 7 puntuaciones de los medios le dieron el premio a Lara.
El 23 de enero de 2024, se anunció que fue liberada de la promoción.

### Budo Sento Championship
En 2023, Lara llegó a la promoción mexicana Budo Sento Championship, donde fue programada para enfrentar a Silvana Gómez Juárez por el vacante Campeonato femenino de peso mosca el 2 de agosto en BSC 24. Ganó la pelea por decisión unánime y se consagró como la nueva campeona peso mosca.

## Campeonatos y logros
- Budo Sento Championship
  - Campeonato de Peso Mosca de BSC (una vez, actual)

## Récord en artes marciales mixtas
| Récord profesional | Récord profesional | Récord profesional |
| 18 peleas          | 11 victorias       | 7 derrotas         |
| ------------------ | ------------------ | ------------------ |
| Nocaut             | 5                  | 0                  |
| Sumisión           | 3                  | 1                  |
| Decisión           | 3                  | 6                  |

| Resultado | Récord | Oponente              | Método                      | Evento                                        | Fecha                    | Ronda | Tiempo | Localización            | Notas                                                         |
| --------- | ------ | --------------------- | --------------------------- | --------------------------------------------- | ------------------------ | ----- | ------ | ----------------------- | ------------------------------------------------------------- |
| Victoria  | 11–7   | Silvana Gómez Juárez  | Decisión (unánime)          | BSC 24                                        | 2 de agosto de 2024      | 5     | 5:00   | Ciudad de México        | Ganó el vacante Campeonato de Peso Mosca Femenino de BSC.     |
| Victoria  | 10–7   | Gisela Luna           | TKO (rodillazos y golpes)   | Combate Global: Lara vs. Luna                 | 11 de mayo de 2024       | 1     | 1:39   | Miami, Florida          |                                                               |
| Derrota   | 9–7    | Diana Avsaragova      | Decisión (dividida)         | Bellator 290                                  | 4 de febrero de 2023     | 3     | 5:00   | Inglewood, California   | Pelea de peso acordado (128,8 lb); Avsaragova no dio el peso. |
| Derrota   | 9–6    | Ilara Joanne          | Decisión (unánime)          | Bellator 282                                  | 24 de junio de 2022      | 3     | 5:00   | Uncasville, Connecticut |                                                               |
| Derrota   | 9–5    | DeAnna Bennett        | Decisión (unánime)          | Bellator 266                                  | 18 de septiembre de 2021 | 3     | 5:00   | San José, California    | Pelea de peso acordado (129,2 lb); Bennett no dio el peso.    |
| Derrota   | 9–4    | Kana Watanabe         | Decisión (dividida)         | Bellator 255                                  | 2 de abril de 2021       | 3     | 5:00   | Uncasville, Connecticut |                                                               |
| Victoria  | 9–3    | Veta Arteaga          | Decisión (unánime)          | Bellator 235                                  | 20 de diciembre de 2019  | 3     | 5:00   | Honolulu                | Peso acordado (126.8 lbs).                                    |
| Victoria  | 8–3    | Taylor Turner         | TKO (golpes)                | Bellator 225                                  | 24 de agosto de 2019     | 1     | 3:44   | Bridgeport, Connecticut |                                                               |
| Derrota   | 7–3    | Juliana Velasquez     | Decisión (dividida)         | Bellator 212                                  | 14 de diciembre de 2018  | 3     | 5:00   | Honolulu                |                                                               |
| Derrota   | 7–2    | Ilima-Lei Macfarlane  | Sumisión (armbar)           | Bellator 201                                  | 29 de junio de 2018      | 3     | 3:55   | California              | Por el Campeonato Peso Mosca de Bellator.                     |
| Victoria  | 7–1    | Lena Ovchynnikova     | Sumisión (rear-naked choke) | Bellator 190                                  | 9 de diciembre de 2017   | 3     | 4:09   | Florencia               |                                                               |
| Victoria  | 6–1    | Lina Franco Rodríguez | Sumisión (rear-naked choke) | Empire Sports Marketing Colombia vs The World | 13 de febrero de 2016    | 2     | 2:32   | Bogotá                  |                                                               |
| Victoria  | 5–1    | Janeth Alvarado       | TKO (retiro)                | Cage Fight Nights MMA League 6                | 5 de septiembre de 2015  | 1     | 5:00   | Zapopan, Jalisco        |                                                               |
| Derrota   | 4–1    | Sabina Mazo           | Decisión (unánime)          | Striker Fighting Championship 18              | 26 de marzo de 2015      | 3     | 5:00   | Barranquilla, Atlántico |                                                               |
| Victoria  | 4–0    | Paola Calderón        | Sumisión (armbar)           | Striker Fighting Championship 12              | 13 de noviembre de 2013  | 1     | 0:35   | Bogotá                  |                                                               |
| Victoria  | 3–0    | Paola Calderón        | Decisión (unánime)          | Striker Fighting Championship 9               | 26 de julio de 2013      | 3     | 5:00   | Bogotá                  |                                                               |
| Victoria  | 2–0    | María Agüero          | TKO (golpes)                | Professional Fight Club                       | 29 de septiembre de 2012 | 1     | 1:03   | Envigado, Antioquia     |                                                               |
| Victoria  | 1–0    | Mónica León           | TKO (retiro)                | Extreme Combat MMA Senshi Ki                  | 10 de diciembre de 2011  | 1     | 2:22   | Rionegro, Antioquia     |                                                               |